# Сергеев, Василий Антонович
Василий Антонович Сергеев, — офицер Русской Императорской Армии, участник Первой мировой войны, видный военачальник РККА времён Гражданской войны, в звании полковника участвовал в Великой Отечественной войне.

## Первая мировая война
До начала армейской службы получил образование инженера-механика. В 1911 году в качестве вольноопределяющегося вступил в гвардейскую кавалерию. По окончании основного срока службы и сдачи специального экзамена, получил чин корнета. В качестве командира взвода участвовал в Первой мировой войне. В августе 1914 года при наступлении русских войск на Кёнигсберг получил ранение. После 3 месячного лечения в госпитале был переведён в запасной полк 16-й кавалерийской дивизии. За отличия был награждён чином поручика и орденом Святого Владимира 4 степени, с мечами и бантом. С начала 1915 года проходил службу в Нежинском 18-м гусарском полку. Отличился во время выхода подразделения из окружения в районе д. Берестечки, был снова ранен. За боевые подвиги награждён чином штабс-ротмистра и орденом Святого Георгия 4 степени. В августе 1915 года был направлен в Америку, где в составе технической комиссии занимался приёмкой тепловозов для их отправки в Россию. Дальнейшую службу проходил в Киеве, начальником ремонтных мастерских, во 2 отдельном батальоне. На железнодорожной ст. Кривин вступил в конфликт с одним из потомков князей Радзвиллов, в поместье у которого подчинёнными Сергеева были вырублены несколько деревьев. Ротмистр Сергеев уклонился от предложенной дуэли, и во избежание суда чести, написал рапорт об отправке в действующую армию. До октября 1916 года находился на фронте, затем полк его службы был выведен в резерв. После произошедшего бунта в 13-й сибирской стрелковой бригаде Сергеев, несмотря на приказ, отказался принимать участие в его подавлении и присоединился к бунтовщикам. Из-за чего был вынужден бежать в Минск, но был задержан полевой жандармерией. Военно-полевым судом был приговорён к расстрелу, с лишением чина и всех наград. Однако был отбит нижними чинами у конвоя и снова бежал в Петроград. Весной 1917 года, после политической амнистии вернулся в полк службы, где был избран в полковой комитет. На начало Октябрьской революции находился в Старой Руссе и Петрограде.

## Гражданская война
После Октябрьской революции в рядах Красной армии, командир красногвардейского конного отряда. С ноября 1917 года принимал участие в боях на Северном Кавказе. Подразделения Сергеева и Д. П. Жлобы, действовали совместно против частей Корнилова. В 1918 году участвовали в боях под Екатеринодаром, затем отступили в Пятигорск. С июля 1918 совместно с батальоном Янышевского и эскадроном Марцинкевича, выступили против Шкуро, выбив его из Кисловодска. 23 сентября 1918 года отряд Сергеева был переформирован во 2-й конный полк дивизии Жлобы, 10-й армии РККА. 

 Удар Стальной дивизии в тыл противника 15 октября 1918 года.
    Разбив противника под Чапурниками, 2-й Северокавказский кавалерийский полк под командованием В. А. Сергеева, усиленный артиллерией и бронемашинами, двинулся к Абганерово, навстречу пробивавшимся из окружения пехотным и кавалерийским частям Сальской группы Ковалева, Буденного, Думенко и Штейгера. Этот второй внезапный удар по противнику у Абганерово ошеломил врага и вынудил его к отходу от Царицына на центральном участке фронта. В этом бою жлобинские части захватили 17 офицеров и 62 солдата противника, а также один бронепоезд и 8 орудий. 
     В результате успеха подоспевших частей Стальной дивизии Жлобы Сальская кавалерийская группа соединилась с X армией, впоследствии составив вместе с ней сильную ударную группу.
Ещё большую помощь Южному фронту и всей Советской республике продолжала оказывать Красная Армия Северного Кавказа, приковывая к себе самую боеспособную контрреволюционную армию Деникина.[...]
     
     Поражение Донской армии генерала Краснова под Царицыном, в котором Стальная дивизия Жлобы сыграла значительную роль, вызвало острые распри и взаимные упреки в стане врага. Краснов обвинил Деникина в том, что он якобы сознательно выпустил с Северного Кавказа дивизию Жлобы без преследования, позволив ей нанести неожиданный удар в тыл Донской армии и сорвать план по захвату Царицына. Деникин в переписке с Красновым оправдывался безуспешностью своей борьбы с Красной Армией Северного Кавказа.
В ноябре 1918 года В. А. Сергеев был назначен на пост инспектора кавалерии 10-й армии. 

В конце ноября 1918 года К.Е. Ворошилов решил укрепить штаб 10-й армии кадрами за счёт наиболее опытных, грамотных в оперативно-тактическом отношении командиров. Я был назначен инспектором кавалерии 10-й армии.
- Присмотритесь к нашей коннице, - напутствовал меня командарм. - Нам необходимо реорганизовать её, сделать более подвижной и сильной. Ваши предложения обсудим на заседании Реввоенсовета.
Работы было много. Мне пришлось побывать во всех частях армии,познакомиться с бойцами и командирами,а также изучить данные о кавалерии противника.
На 20 ноября 1918 года в 10-й армии было двадцать четыре тысячи человек,из них только одна треть конников.Противник же имел в составе своих войск две трети кавалерии и одну треть пехоты.Этим отчасти и объяснялся его успех в предыдущих сражениях.У белогвардейцев конница выполняла оперативно-стратегические задачи,у нас же порой она представляла собой верховую пехоту,не всегда использовала свои возможности ,хотя конармейцы были храбрыми,самоотверженными людьми.
Проанализировав собранные материалы,я пришёл к выводу,что нам необходимо менять структуру кавалерии. Для этого у нас имелось всё необходимое: нужно было отобрать в соединениях и частях конницу,свести её в две самостоятельные дивизии шестиполкового состава,которые в случае необходимости можно было объединить в конный корпус -- силу,способную выполнять стратегические задачи.
Я написал доклад и представил в Реввоенсовет 10-й армии.Было принято решение приступить к формированию кавалерийских дивизий.Однако,когда приступили к делу,начальники пехотных соединений под разными предлогами не хотели отдавать конные полки.Пришлось начинать с организации не двух,а одной дивизии.
Основой для этого послужили части Б.М. Думенко и три полка из Стальной дивизии.Таким образом, была организована 1-я сводная кавалерийская дивизия,командиром которой назначили Б.М. Думенко,заместителем - С.М. Будённого,комиссаром - М.С. Кузнецова.Первой её бригадой командовал Будённый ,второй - Тимошенко .
В феврале-марте 1919 года,когда из Ставрополья группа войск пришла к рубежам реки Маныч, командование Южного фронта подчинило её 10-й армии.По указанию вновь назначенного командарма А.И.Егорова из этой группы была выделена конница и таким образом создана вторая кавалерийская дивизия.Помимо того были две отдельные кавбригады - М.Ф.Лысенко и К.Булаткина.

Во время критического положения под Царицыном А.И. Егоров предпринял дерзкую операцию - послал в рейд по вражеским тылам части Будённого,придав им бригаду Булаткина. Задача была выполнена блестяще. Слава о буденновском рейде разнеслась по всему фронту и прифронтовой полосе.— В.А.Сергеев
В дальнейшем принимал участие в формировании 6-й кавалерийской дивизии, временно исполнял должность её начдива. Дальнейшую службу проходил на руководящих постах во 2-й конной армии. В сентябре 1919 принимал непосредственное участие в переформировании её во 2-й конный корпус. Дальнейшую службу проходил в 1-й конной армии. Член РСДРП с 1916 года,данные из наградных листов указывают на членство в ВКП(б) с 1921 года.
Автор работ «В богатырском строю»,вошедшей в сборник «Против Деникина»; «С Терека - в Царицын» в сборнике «Оборона Царицына»,1937; «Поход к Царицыну» в «Истории советского общества в воспоминаниях современников,1917-1957»,1958; «Соединение с частями Сальской группы» в книге «В боях за Царицын»,1959.

## Межвоенный период
Один из создателей и первый главный механик Сталинградского тракторного завода/ Волгоградский тракторный завод. Длительная командировка в США (1928 - 1930) в связи с проектированием и строительством СТЗ.
Заведующий отделом горячей обработки металлов Amtorg Trading Corporation/Амторг в Нью-Йорке,1928-30.
Ректор Волгоградский государственный технический университет(ранее — Сталинградский тракторный институт) с 1932 по 1934гг.
Заведующий отделом Главного управления бронетанковых войск Наркомата обороны СССР(вторая половина 1930-х годов).

## Великая Отечественная война
Начало Великой Отечественной войны полковник В. А. Сергеев встретил в должности начальника автобазы Наркомата обороны СССР

... 22 июня  в два часа ночи меня с квартиры вызвал к себе нарком обороны маршал С. К. Тимошенко, у него в кабинете уже находились С. М. Буденный, Г.К. Жуков, К. Е. Ворошилов, Г.И. Кулик. Я понял - началась война. Находясь в приемной, я уже в уме подсчитывал количество машин и водителей, необходимых для решения первоочередных задач.
— В.А. Сергеев
17 сентября 1941 года Сергеев,занимая должность «Для особо важных оперативных поручений при Главкоме Юго-Западного направления»,
по поручению маршала СССР Тимошенко, из разрозненных групп советских частей вышедших из окружения, организовал оборону на реке Псёл,Киевская стратегическая оборонительная операция.В течение 11 суток продолжал обеспечивать коридор для выхода из котла 5, 21, 26 армий, организовал разведку и поиск мест для прорыва. В результате из окружения были выведены 20000 солдат и до 10 генералов. Из частей вышедших подразделений сформировал 295 стрелковую дивизию, продолжая занимать оборону на реке Псёл. Под пулями противника пересёк реку, расстрелял из автомата до 25 фашистов, а затем взорвал мост.
9 ноября 1941 года был назначен начальником танкоремонтной базы Наркомата обороны СССР,организованной на Сталинградском тракторном заводе / Волгоградский тракторный завод .В ходе Сталинградской битвы - представитель командующего фронтом при 23-м танковом корпусе.С 1944 года являлся заместителем командира 7-го механизированного корпуса по технической части. Участник освобождения Румынии, Венгрии, Чехословакии, обеспечивал бесперебойный ремонт боевой материальной части корпуса. За всю прошедшую войну Сергеев был 4 раза ранен и 3 раза контужен. После капитуляции немецких войск, Сергеев продолжил участвовать в боях на Дальнем Востоке, против Японской агрессии. Отличился при преодолении корпусом степей Монголии и Большого Хингана. Награждён многими боевыми орденами и медалями.
Боевая машина/танк сына Василия Антоновича,лейтенанта Бориса Сергеева,служившего вместе с отцом в 7-м механизированном корпусе и погибшего в ходе Будапештской наступательной операции в январе 1945 года, установлена на Мемориал Славы (Тирасполь).